# 7e régiment d'hélicoptères de combat
Le 7e régiment d'hélicoptères de combat était une unité de l'aviation légère de l'armée de terre basée à Essey-lès-Nancy qui a été dissoute le 30 juin 1997.
Son étendard a été confié au groupement aéromobilité de la Section technique de l'Armée de terre (GAMSTAT).

## Historique
Le 7e régiment d'hélicoptères de combat est créé le 1er juillet 1985 à Essey-les-Nancy par modification organique et nominale du 11e groupe d'hélicoptères légers. Il forme, avec le 8e régiment de hussards, le groupement de reconnaissance et d'intervention du 1er corps d'armée, axé sur l'intervention anti-chars.
Le régiment est l'héritier des pelotons d'avions du 1er corps d'armée et de la 2e DIM (1943-1945), des pelotons des 11e DI et 2e DIM d'Algérie, du GAOA No 1, du GALAT No 1, des 6e GALAT et 6e GALREG et du 11e GHL. 
Le 12 décembre 1990, le 7e RHC renforce le 1er régiment d'hélicoptères de combat dans "l'Opération Daguet". En 1993, des équipages du régiment, engagés au Cambodge, dans le cadre de l'Apronuc, accomplissent de nombreuses évacuations sanitaires. Il est aussi engagé à Divulje, près de Split, pour le troisième mandat de la Forpronu. Le régiment participera ainsi à trois mandats de l'ONU en alternance avec le 6e régiment d'hélicoptères de combat. Enfin, en 1996, il fait partie du Detalat IFOR, à Ploce, en Croatie.
Le 1er juillet 1995, il intègre la 3e brigade aéromobile, créée le 1er juin 1995, aux côtés du 6e régiment d'hélicoptères de combat et de manœuvre.
En 1997, le régiment alignait sept escadrilles : une escadrille de commandement et des services (ECS), une escadrille de soutien et de ravitaillement (ESR), trois escadrilles d'hélicoptères anti-chars (EHAC) sur Gazelle, une escadrille d'hélicoptères d'appui protection (EHAP) sur Gazelle également, et enfin une escadrille d'hélicoptères de manœuvre (EHM) sur Puma. L'EHM stationnait à Etain-Rouvres, les six autres escadrilles étant basées à Essey-lès-Nancy.
Le régiment est dissous le 30 juin 1997 en même temps que la 3e brigade aéromobile.
Les terrains occupés par le 7e RHC ont été acquis en 2006 par la communauté urbaine du Grand Nancy. La destruction du site est programmée dans le premier semestre 2007 pour faire place à un village aéronautique prévu pour 2008.
Depuis août 1997, le groupement aéromobilité de la Section technique de l'Armée de terre (GAMSTAT) de Valence-Chabeuil est dépositaire de l'étendard et des traditions du 7e RHC. 

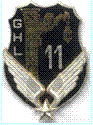
Insigne régimentaire du 11e groupe d'hélicoptères légers (11e GHL).
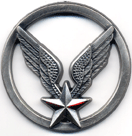
Insigne de béret de l'ALAT.